# Jeżówka wąskolistna

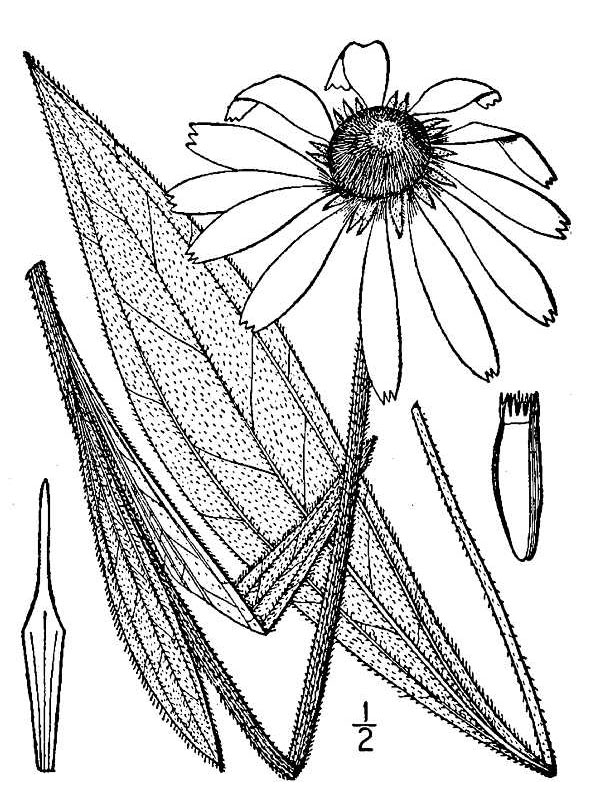
Morfologia

Jeżówka wąskolistna (Echinacea angustifolia DC.) – gatunek byliny, należący do rodziny astrowatych. Występuje naturalnie w Ameryce Północnej. W Polsce jest uprawiana, niekiedy dziczeje (kenofit).

## Morfologia

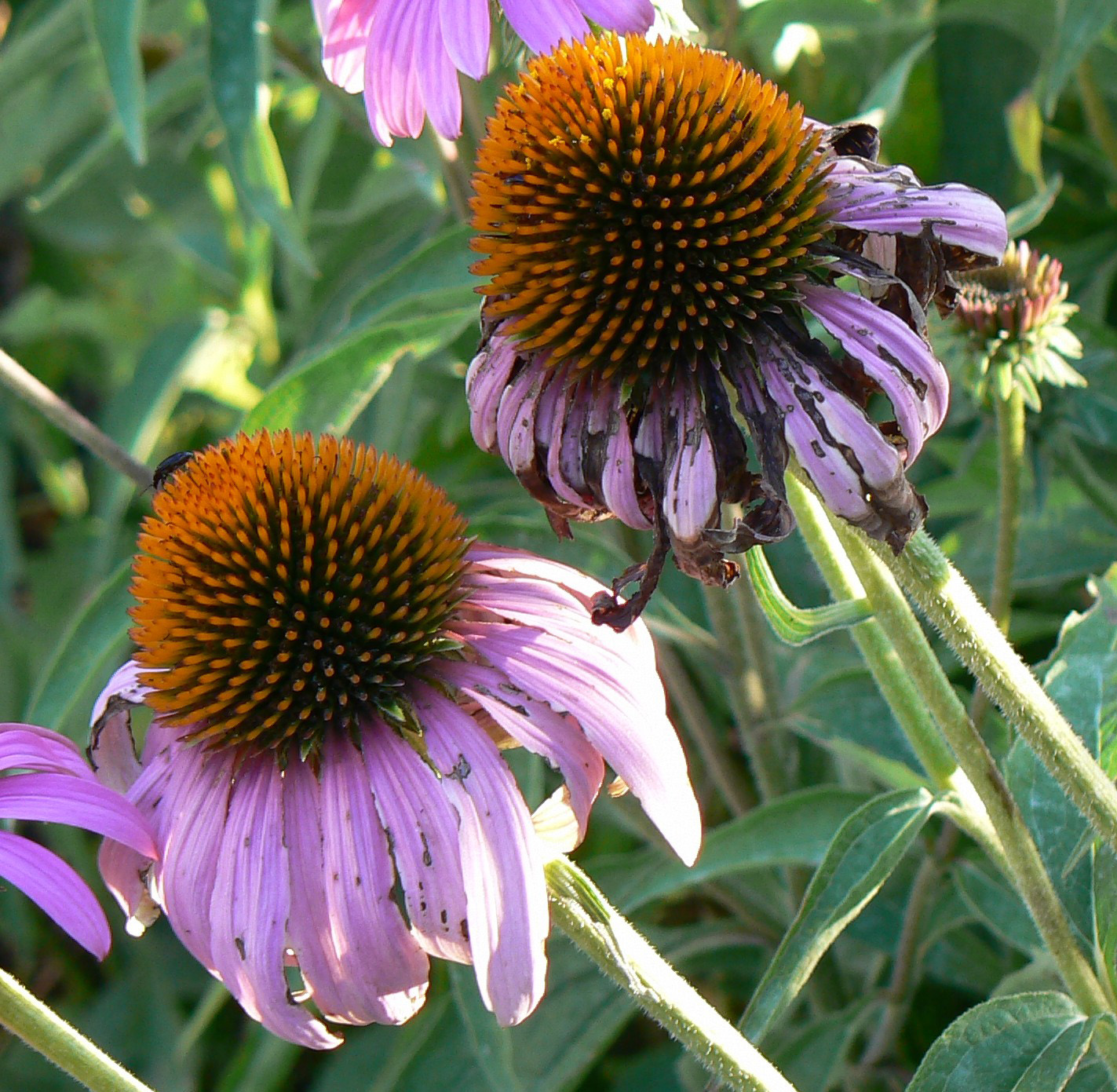

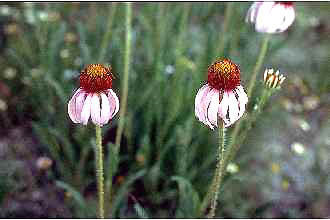

Łodyga60–100 cm wysokości; jeżówka wąskolistna jest byliną o wyprostowanej, wzniesionej łodydze, która w górnej części bywa rozgałęziona.
LiścieGórne liście łodygowe wąskie, bezogonkowe, siedzące, jedynie dolne liście mają krótkie ogonki.
KwiatyKwiaty pojawiają się między majem i październikiem w pojedynczych koszyczkach szerokości do 7 cm. Czerwonawobrązowe kwiaty rurkowate wraz z łuskowatymi podkwiatkami tworzą na wypukłym dnie koszyczka wyraźny stożek. Szerokie, dość długie brzeżne kwiaty języczkowate barwy różowej odstają poziomo lub są lekko zwieszone ku dołowi. W Polsce kwitnie od lipca do października.
OwoceCzterokanciaste owoce są zaopatrzone w wieniec z puchu kielichowego.
KorzeńKorzeń na szczycie ma do około 3 cm średnicy i wykazuje tylko nieliczne podstawy łodyg. Korzenie sąniezbyt liczne, walcowate lub lekko stożkowate, a czasami spiralnie skręcone. Zewnętrzna powierzchnia jest jasnobrunatna do żółtawobrunatnej. Przełam jest krótki, ciemnobrunatny o promienistej strukturze.
Gatunki podobneBlisko spokrewniona jeżówka purpurowa (Echinacea purpurea) ma podobne kwiatostany, ale szersze liście.

## Zastosowanie

### Roślina lecznicza
Surowiec zielarskiKorzeń jeżówki wąskolistnej (Echinaceae angustifoliae radix) – wysuszone, całe lub rozdrobnione podziemne części rośliny o zawartości minimum 0,5% echinakozydu.
DziałanieStosowano je do leczenia ran i obniżania gorączki. Dzisiaj w ziołolecznictwie wykorzystuje się przede wszystkim składnik czynny rośliny – echinacynę. Wzmacnia ona odporność organizmu przeciw infekcjom bakteryjnym i wirusowym, bywa używana w maściach i kroplach.
- Jest uprawiana w środkowej Europie do celów leczniczych i w ogrodach jako roślina ozdobna. Jeżówka wąskolistna i spokrewniona z nią jeżówka purpurowa (Echinacea purpurea) były znane już od dawna ludom indiańskim Ameryki Północnej jako rośliny lecznicze.

## Uprawa
Roślina odporna na mróz. Wymaga stanowiska w pełnym słońcu i żyznej gleby. Wskazane jest ściółkowanie. Po przekwitnięciu kwiatostany obcina się. Rozmnaża się przez podział albo przez sadzonki. Źle znosi przesadzanie.